# Шосе Ентузіастів (станція метро)
55°45′29″ пн. ш. 37°44′59″ сх. д. / 55.75806° пн. ш. 37.74972° сх. д.
«Шосе Ентузіастів» (рос. Шоссе Энтузиастов) — станція Калінінської лінії Московського метрополітену. Розташована між станціями «Перово» та «Авіамоторна».
Станцію відкрито 30 грудня 1979 у складі черги «Марксистська» — «Новогіреєво». Названа за однойменним шосе.

## Технічна характеристика
Конструкція станції — колонна трисклепінна глибокого закладення (глибина закладення — 53 м). Побудована за типовим проектом зі збірного чавунного оздоблення. Склепіння підтримують 8 пар масивних пілонів.

## Вестибюль
У станції один підземний вестибюль (східний), сполучений з центральним залом станції тринитковим ескалатором. Вестибюль сполучений з підземним переходом під Шосе Ентузіастів.

## Оздоблення
До революції Шосе Ентузіастів мало назву Владимирський тракт. По цій дорозі відправляли ув'язнених на каторгу до Сибіру. Тому оздоблення станції присвячено темі каторги й боротьби за свободу в історії Російської імперії. Масивні пілони станції оздоблені Уфалєйським мармуром різних відтінків, його колір змінюється по довжині станції від глухої стіни в торці до виходу в місто від світло-жовтого до темно-сірого. Цоколі пілонів оздоблені червоним гранітом. Литі художні вставки на стінах присвячені революційній тематиці. У західному торці центрального залу розміщена скульптурна композиція «Полум'я свободи». На ній зображені кам'яні руки, що розривають ланцюги, які проламують мармурове оздоблення. Поруч — скинутий герб Російської імперії і царська корона. Здалеку здається, що стіна і справді проломлена. На колійних стінах знаходяться композиції на світлому металі. Вони зображують хронологію революції (розташування композицій від входу до глухого кута): палаюча садиба зі спрямованими на неї вилами, Сенатська площа, Мідний вершник, багнети, шабля, падаюча треуголка, кімната з видом на Петропавловську фортецю. Завершує ряд зображення гвинтівок на тлі червоного прапора.
Колійні стіни оздоблені червоним і світлим гранітом, а підлога станції викладена сірим і червоним мармуром. Світильники у центральному залі і над платформами приховані за широким карнизом над арками пілонів.

## Колійний розвиток
Станція з колійним розвитком — 3 стрілочних переводи і 1 станційна колія для обороту та відстою рухомого складу.

## Пересадки
- Станцію МЦК  Шосе Ентузіастів
- Автобуси: 36, 46, 83, 125, 141, 214, 254, 469, 659, 702, т30, т53, н4;

Схема колійного розвитку станції «Шосе Ентузіастів»

- Трамваї: 36, 37, 38